# Javonte Smart

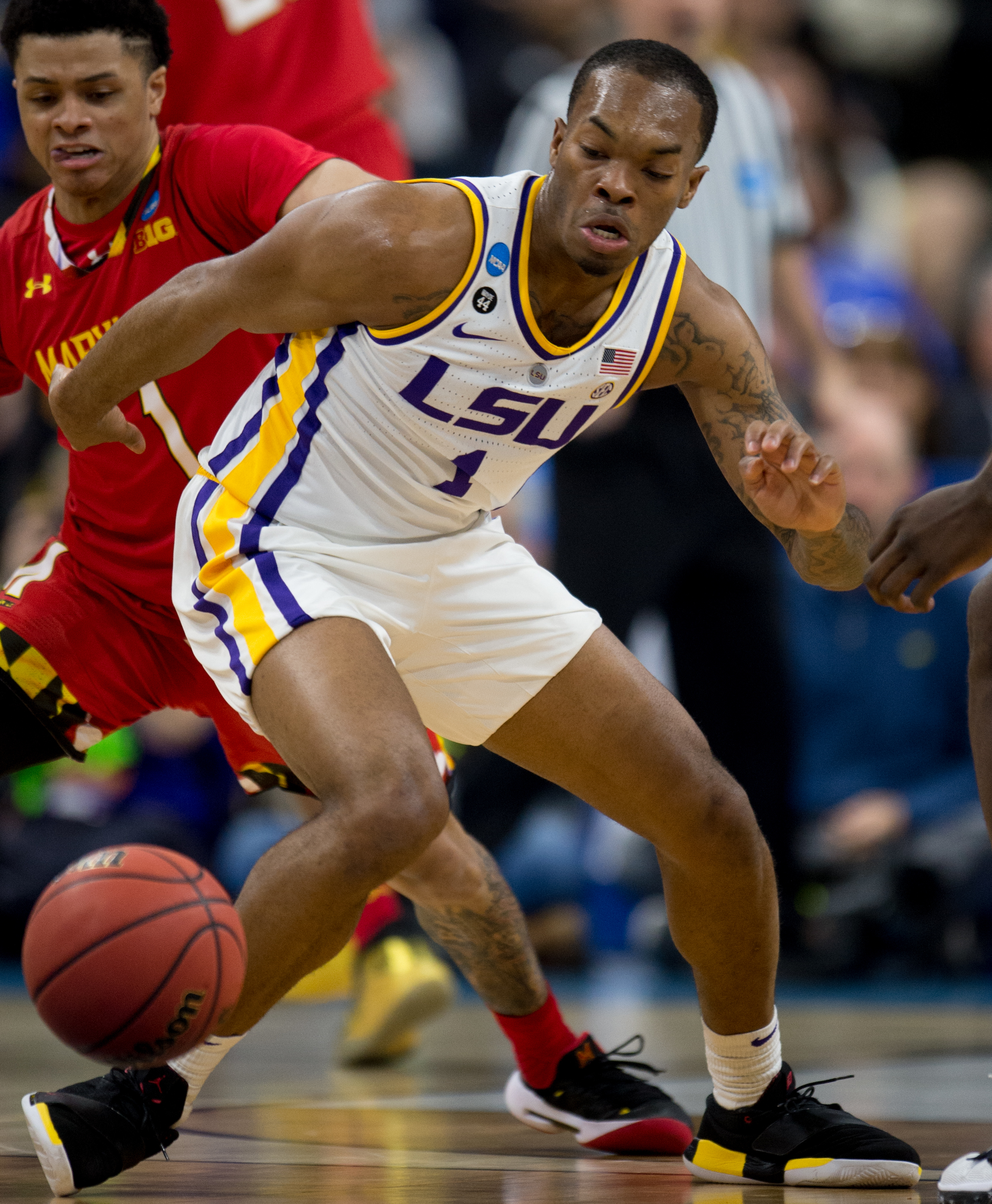
Javonte Smart, 2019.

Javonte Dedrick Smart, född 3 juni 1999 i Jackson Hole i Wyoming, är en amerikansk professionell basketspelare (PG) som spelar för Orlando Magic i National Basketball Association (NBA). Han har tidigare spelat för Milwaukee Bucks, Miami Heat och Philadelphia 76ers.
Smart har även spelat som proffs i Serbien.
Han blev aldrig NBA-draftad.
Innan Smart blev proffs studerade han vid Louisiana State University och spelade för deras idrottsförening LSU Tigers.